# Micròfon electret

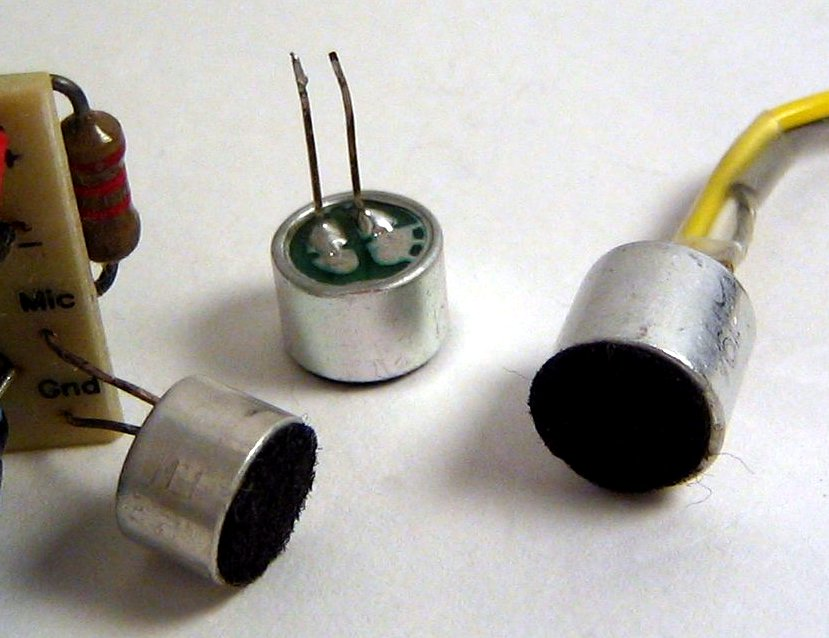
Càpsules de micròfon de condensador electret

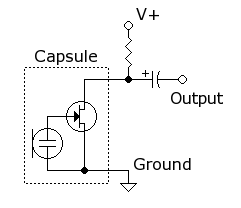
Un circuit de preamplificació de micròfon electret típic utilitza un FET en una configuració de font comuna. La càpsula electret de dos terminals conté un FET que ha d’estar alimentat externament mitjançant la tensió d’alimentació V _{+}. La resistència estableix el guany i la impedància de sortida. El senyal d'àudio apareix a la sortida, després d'un condensador de bloqueig de CC.

Un micròfon electret és un tipus de micròfon basat en condensadors electroestàtics, que elimina la necessitat d’una font d’alimentació polaritzadora mitjançant l’ús d’un material carregat permanentment.
Un electret és un material dielèctric estable amb un moment dipolar elèctric estàtic incrustat permanentment (que, a causa de l’alta resistència i estabilitat química del material, no decaurà durant centenars d’anys). El nom prové de electr ostatic i magn et ; fent analogia amb la formació d’un imant mitjançant l’alineació de dominis magnètics en un tros de ferro. Els electrets es fabriquen habitualment fonent primer un material dielèctric adequat, com ara un plàstic o una cera que conté molècules polars, i després li permet solidificar-se de nou en un potent camp electroestàtic. Les molècules polars del dielèctric s’alineen a la direcció del camp electroestàtic, produint un "biaix" electroestàtic permanent. Els micròfons moderns d’electret utilitzen plàstic PTFE, ja sigui en forma de film o solut, per formar l'electret.

## Història
Els materials Electret es coneixen des de la dècada de 1920 i es van proposar com a elements de micròfon de condensador diverses vegades, però van ser considerats poc pràctics fins que el tipus electret de làmina va ser inventat als Laboratoris Bell el 1961 per James West i Gerhard Sessler, amb una fina làmina de tefló metal·litzada. Aquest es va convertir en el tipus més comú, que s'utilitza en moltes aplicacions, des de gravacions d'alta qualitat i fins a l' ús més pur: micròfons integrats en petits dispositius i telèfons de gravació de so.

## Tipus
Hi ha tres tipus principals de micròfons electret, que difereixen en la disposició del material electret:
De tipus làmina o de diafragma
S'utilitza una pel·lícula de material electret com a diafragma. Aquest és el tipus més comú, però també de menor qualitat, ja que el material electret no fa un diafragma especialment bo.
Electret posterior
S’aplica una pel·lícula d’electret a la placa posterior de la càpsula del micròfon i el diafragma està format per un material sense càrrega, que pot ser més adequat mecànicament per al disseny del transductor.
Electret frontal
En aquest tipus més nou, la placa posterior s’elimina del disseny i el condensador està format pel diafragma i la superfície interior de la càpsula. La pel·lícula electret s’adhereix a la coberta frontal interior i el diafragma metalitzat es connecta a l'entrada del FET. És equivalent a l'electret posterior en què es pot utilitzar qualsevol pel·lícula conductora per al diafragma.
A diferència d'altres micròfons de condensador, els tipus d'electret no requereixen cap voltatge polaritzador, però normalment contenen un preamplificador integrat, que requereix una petita quantitat de potència (sovint incorrectament anomenada potència polaritzadora o polarització). Aquest preamplificador sovint s’alimenta de forma fantasma en aplicacions d’estudi i reforç de so. Altres tipus inclouen simplement un 1.5 Bateria en V a la carcassa del micròfon, que sovint es deixa connectada permanentment, ja que el drenatge actual sol ser molt petit.